# Lee Chang-dong
Lee Chang-dong (tiếng Hàn: 이창동; Hanja: 李滄東; sinh ngày 4 tháng 7 1954) là một nhà làm phim, biên kịch và viết tiểu thuyết người Hàn Quốc. Ông đạo diễn 6 phim chủ đề bao gồm Green Fish (1997), Peppermint Candy (2000), Oasis (2002), Secret Sunshine (2007), Poetry (2010), và Burning (2018). Burning là bộ phim Hàn Quốc đầu tiên lọt đến danh sách rút gọn gồm 9 phim cho đề cử phim tiếng nước ngoài xuất sắc nhất tại liên hoan phim Oscar lần thứ 91, đây cũng là bộ phim thắng giải của Liên đoàn quốc tế báo chí điện ảnh (Fipresci International Critics' Prize) tại liên hoan phim Cannes lần thứ 71, giải phim nước ngoài hay nhất của hiệp hội phê bình phim Los Angeles, phim nước ngoài hay nhất của hiệp hội phê bình phim Toronto
Lee Chang-dong đạt giải su tử bạc cho đạo diễn xuất sắc nhất và giải của Liên đoàn quốc tế báo chí điện ảnh năm tại liên hoan phim Vernice năm 2002 và giải biên kịch xuất sắc nhất tại liên hoan phim Cannes năm 2010. Ông cũng giành giải thành tựu đạo diễn tại lễ trao giải Asia Pacific Screen Awards lần thứ 4 năm 2017, giải Jury Grand tại lễ trao giải Asia Pacific Screen Awards năm 2018, Giải đạo diễn xuất sắc nhất và giải thành tự trọn đời tại lễ trao giải  Asian Film Awards lần thứ 12 năm 2019. Ông từng được đề cử giải sư tử vàng và cành cọ vàng.
Lee Chang-dong từng là bộ trưởng bộ Văn hóa và Du lịch của chính phủ Hàn Quốc giai đoạn 2003-2004.

## Giai đoạn đầu đời
Lee Chang-dong sinh ra tại Daegu, tối nghiệp ngành văn học Hàn Quốc năm 1981 tại trường Đại học quốc gia Kyungpook sau đó dạy văn ở trường trung học..

## Sự nghiệp phim ảnh
| Năm  | Phim                 | Đạo diễn | Nhà sản xuất | Biên kịch | Ghi chú |
| ---- | -------------------- | -------- | ------------ | --------- | --- |
| 1993 | To the Starry Island |          |              | Có        | Cũng tham gia làm trợ lý đạo diễn                                                                                      |
| 1995 | A Single Spark       |          |              | Có        | |
| 1997 | Green Fish           | Có       |              | Có        | |
| 1999 | Peppermint Candy     | Có       |              | Có        | |
| 2002 | Oasis                | Có       |              | Có        | Tham gia tranh giải phim nước ngoài hay nhất tại lễ trao giải Oscar lần thứ 75                                         |
| 2007 | Secret Sunshine      | Có       | Có           | Có        | Tham gia tranh giải phim nước ngoài hay nhất tại lễ trao giải Oscar lần thứ 80                                         |
| 2007 | Never Forever        |          | Có           |           | |
| 2009 | A Brand New Life     |          | Có           |           | |
| 2010 | Poetry               | Có       |              | Có        | |
| 2013 | Hwayi: A Monster Boy |          | Có           |           | |
| 2014 | A Girl at My Door    |          | Có           |           | |
| 2015 | Collective Invention |          | Có           |           | |
| 2016 | The World of Us      |          | Có           |           | |
| 2018 | Burning              | Có       | Có           | Có        | Lọt đến danh sách rút gọn gồm 9 phim cho đề cử phim tiếng nước ngoài xuất sắc nhất tại liên hoan phim Oscar lần thú 91 |
| 2019 | Birthday             |          | Có           |           | |

## Sự nghiệp văn chương
Năm 1987, Lee Chang-dong xuất bản truyện ngắn đầu tiên của mình, "소지" (Sở hữu), tiếp theo là "녹천에는 똥이 많다" (Có rất nhiều chuyện chết tiệt ở Nokcheon) vào năm 1992, tác phẩm đã mang về cho ông Giải thưởng Văn học The Korea Times
Năm 2007, truyện ngắn của ông, 꿈꾸는 짐승 (Quái vật đang ngủ)  (do Heinz Insu Fenkl dịch), được đăng trên tạp chí AZALE A. Năm 2018, truyện ngắn On Destiny (do Soyoung Kim dịch), được đăng trên tạp chí Asymptote.

## Đời tư
Lee Chang-dong là con trai thứ ba trong số bốn anh em. Em trai út của anh, Lee Joon-dong, là nhà sản xuất phim cho các bộ phim của ông. Ông hy vọng lớn lên sẽ trở thành một họa sĩ, nhưng anh ấy không đủ tiền mua đồ dùng cho nghệ thuật. Ông và chủ tịch của đài phát thanh và truyền hình MBC, Choi Seung-ho, là bạn cũ và cựu sinh viên Đại học Quốc gia Kyungpook. Ông  ấy đã đích thân đề nghị Choi Seung-ho xuất hiện trong bộ phim Burning với tư cách là cha của Jong-su. Lee Chang-dong cũng là bạn thân của nam diễn viên Moon Sung-keun - ngươi cộng tác thường xuyên của Lee Chang-dong.